# Jerzy Koperski
Jerzy Leszin-Koperski (ur. 10 sierpnia 1935 w Ilinie k. Płońska, zm. 17 marca 2013 w Warszawie), poeta, animator kultury, edytor, wydawca, organizator życia literackiego. Pisał początkowo pod pseudonimem „Leszin”, który z czasem stał się pierwszym członem jego nazwiska.

## Życiorys
Szkołę podstawową i liceum ogólnokształcące ukończył w Płońsku. Pracował jako górnik dołowy w Kopalni Węgla „Wujek”, w kopalni soli w Bochni, w kamieniołomach w Klęczanach.
Studia polonistyczne, rozpoczęte na Uniwersytecie Mikołaja Kopernika w Toruniu, ukończył na Uniwersytecie Warszawskim. Studiował również historię sztuki na Uniwersytecie Adama Mickiewicza w Poznaniu oraz filozofię chrześcijańską na Chrześcijańskiej Akademii Teologicznej w Warszawie.
Od 1960 roku był związany z Centralnym Klubem Studentów Warszawy „Hybrydy”. Mieszkał przez długi czas na strychu „Hybryd” przy ulicy Mokotowskiej.
Przyjaźnił się z wieloma poetami, najintensywniej z Andrzejem K. Waśkiewiczem, poetą, krytykiem literackim, edytorem, dziennikarzem, dokumentalistą.
Żonaty z Alicją, z którą miał córkę Magdalenę. Małżeństwo zakończyło się rozwodem.
Jego wujem był Zdzisław Aleksander Peszkowski, polski prezbiter katolicki, doktor filozofii, kapelan Jana Pawła II, harcmistrz, podchorąży kawalerii Wojska Polskiego II RP, rotmistrz Polskich Sił Zbrojnych na Zachodzie, kapelan „Rodzin Katyńskich” i pomordowanych na Wschodzie, Kapelan Naczelny ZHP pgK, patron honorowy Hufca ZHP Ziemi Sanockiej.
Zmarł samotnie w swoim mieszkaniu w Warszawie. Do końca życia opiekowała się nim jego córka, Magdalena. 

## Twórczość i działalność kulturalna
Debiutował jako poeta w 1955 r. w toruńskim „Głosie Uczelni”. W trakcie swojej kariery literackiej wydał cztery tomy poezji i książkę wspomnieniową. Wielokrotnie publikował w czasopismach i almanachach.
W okresie toruńskim był redaktorem „Helikonu”, „Nowych Żagarów” i „Młodego Pomorza”. Po przyjeździe do Warszawy redagował m.in. „Widzenia”, „Orientację” i „Nowe Widzenia”. Od 1978 r. był redaktorem naczelnym „Integracji”.
Leszin-Koperski był członkiem założycielem Orientacji Poetyckiej „Hybrydy” (tzw. Pokolenie 1960 w poezji polskiej) oraz Warszawskiego Klubu Twórczego Młodych Towarzystwa Rozwoju Ziem Zachodnich, także organizatorem i pierwszym przewodniczącym Forum Poetów „Hybrydy”.
W latach 1960–1968 był przewodniczącym Rady Programowej Centralnego Klubu Studentów Warszawy „Hybrydy”, w latach 1967-1970 szefem Studenckiej Agencji Wydawniczej „Universitas”, a w latach 1970-1979 redaktorem naczelnym wydawnictw Rady Naczelnej Zrzeszenia Studentów Polskich (Zarządu Głównego Socjalistycznego Związku Studentów Polskich). W tym też okresie redagował gazetkę zakładową Zakładów 22 lipca (E. Wedel).

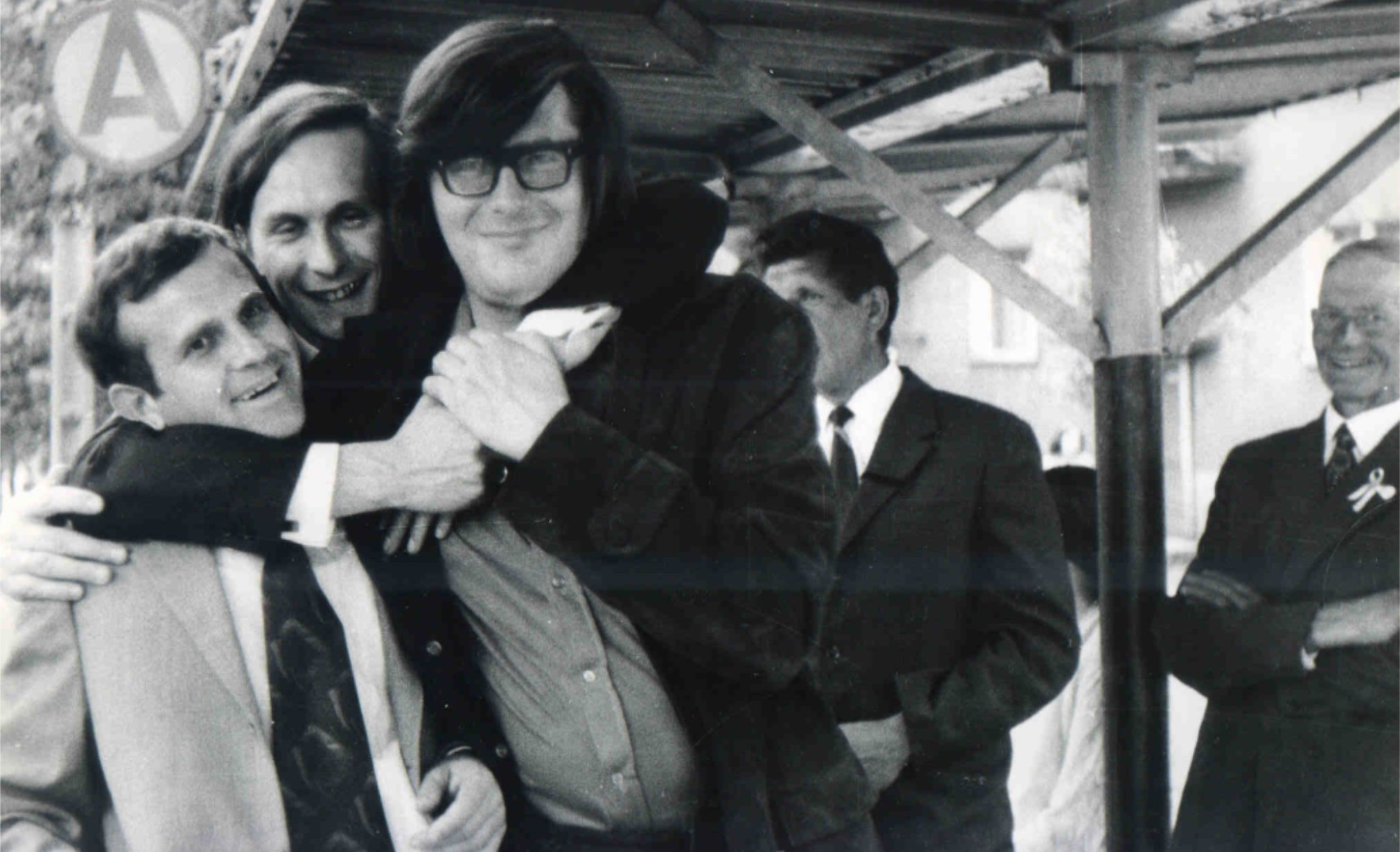
Jerzy Leszin-Koperski z poetami Andrzejem K. Waśkiewiczem i Lotharem Herbstem. Fot. z archiwum rodzinnego

Był inicjatorem i redaktorem serii poetyckich suplementów do „Orientacji”, serii „Generacje”, „Pokolenie, które wstępuje” oraz współredaktorem serii antologii „Debiuty poetyckie”. Redagował też serię roczników programowych Pokolenia 1960: „Post scriptum” (1966), „Wobec własnego czasu” (1967), „Za progiem wyboru” (1969), liczne antologie oraz almanachy, m.in. „Wnętrze świata” (1972), „Poezja Czerwonej Róży” (1974), „Jaszczurowy Laur” (1971), „Generacje” (1977), „Pokolenie, które wstępuje” (1981) oraz serię almanachów ruchu kulturalnego i artystycznego Zrzeszenia Studentów Polskich i innych wydawnictw dokumentacyjnych.
Leszin-Koperski był też inicjatorem powstania ukazującej się niegdyś w Młodzieżowej Agencji Wydawniczej serii antologii poetyckich pokoleń powojennych, albumów młodej plastyki, miniatur „Antologia nowej poezji polskiej”. Redagował dodatek literacko-artystyczny „Nowego Medyka” pt. „Młoda Sztuka” (1974-1980).
Był inicjatorem i organizatorem licznych konkursów, seminariów, akcji upowszechnieniowych itd., m.in. „Warszawskich Tygodni Poetyckich” (przez 19 lat), nagrody „Nike Warszawska” i Medalu im. Stanisława Grochowiaka, seminarium „O sztukę czasu, w którym żyjemy i innych”.
Od roku 1980 do 1991 pracował w Młodzieżowej Agencji Wydawniczej jako kierownik Redakcji Wydawnictw Młodego Ruchu Artystycznego i Debiutów.
Był twórcą Wydawnictwa „Anagram”, które obecnie prowadzi jego córka, Magdalena. Wydawnictwo to co roku wydaje wiele ważnych książek poetów dawnych oraz współczesnych. Był także twórcą Fundacji Sztuki na rzecz „Integracji”.
Leszin-Koperski był ponadto laureatem Nagrody „Agory” (ufundowanej przez współpracowników tego pisma) oraz Nagrody Specjalnej „Czerwonej Róży”. 

## Pamięć
W 2018 ukazała się książka biograficzna w opracowaniu Piotra Smolińskiego poświęcona wieloletniej przyjaźni Jerzego Koperskiego i Andrzeja K. Waśkiewicza pt. Relacje: Warszawa, Zielona Góra, Gdańsk. Jerzy Leszin Koperski – Andrzej K. Waśkiewicz. Korespondencja, autobiografia, dzieła.

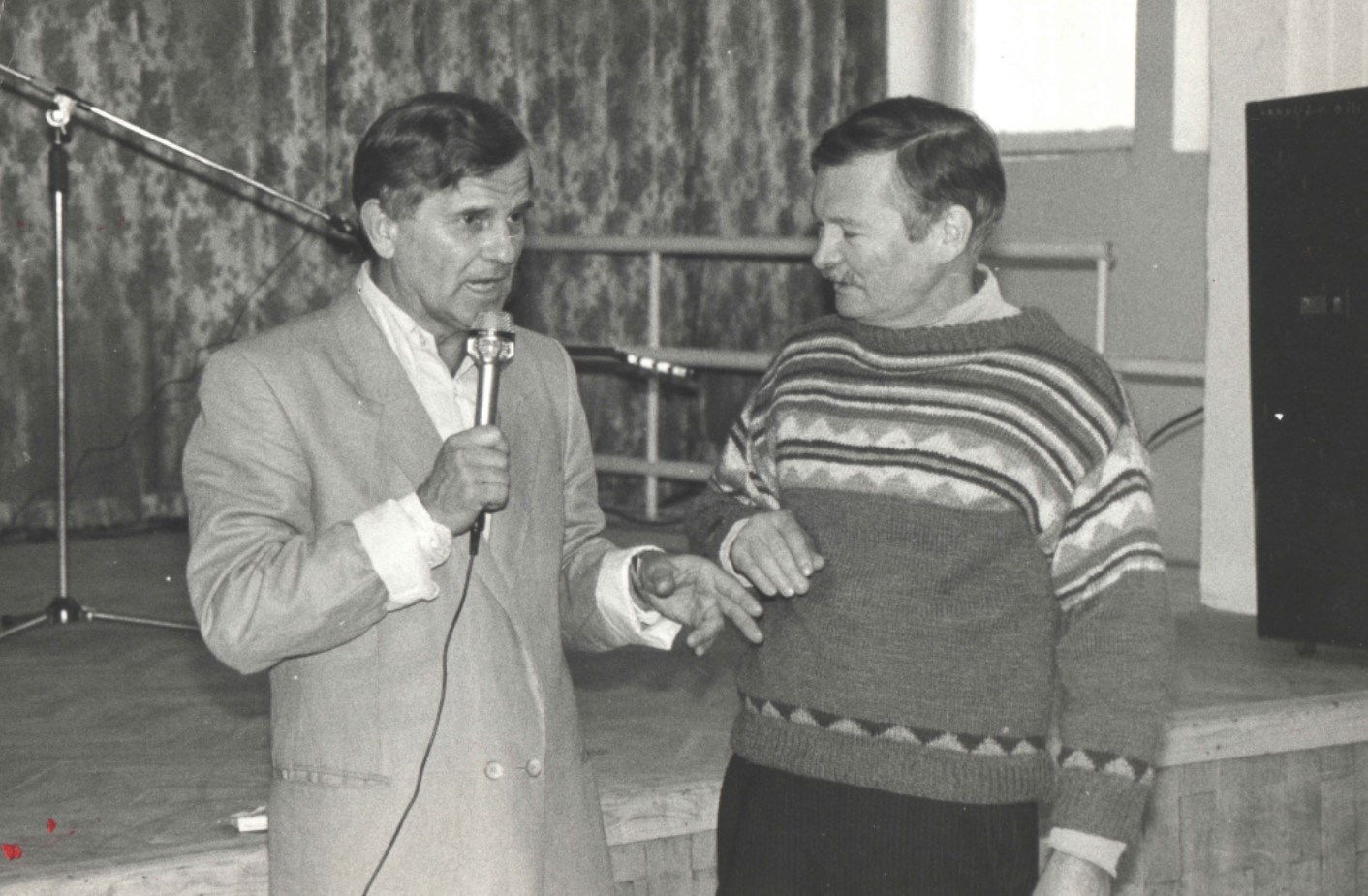
Jerzy Leszin-Koperski z poetą Zbigniewem Jerzyną. Fot. z archiwum rodzinnego

## Publikacje
- Blizny w kamieniach
- I nie wymilczę więcej
- Drzewa z próchna nie poznasz
- Do rzeki należy moje życie
- Życie od – do (książka wspomnieniowa)